# Centuries
«Centuries» (estilizado como "Cen†uries") —en español: «Siglos» es una canción de la banda estadounidense de rock Fall Out Boy , lanzado 8 de septiembre de 2014 como el primer sencillo de su sexto álbum de estudio, American Beauty/American Psycho. Fue coescrito por Fall Out Boy, con dos productores con partituras de la canción Tom's Diner.  Se creó un video musical con temas de Gladiador.  El sencillo alcanzó el número 10 en el Billboard Hot 100 en los EE. UU. y tiene certificado Platino por la RIAA.

## Lista de canciones
- Descarga Digital

| N.º | Título      | Duración |  |
| 1.  | «Centuries» | 3:51     |  |

## Tabla de posiciones

### Tabla semanal
| Tabla (2014-15)                             | Mejor Posición |
| ------------------------------------------- | -------------- |
| Bélgica (Ultratip Flanders)                 | 68             |
| Canadá (Canadian Hot 100)                   | 26             |
| México (AMPROFON)                           | 3              |
| República Checa (Singles Digitál Top 100)   | 40             |
| Irlanda (IRMA)                              | 59             |
| Nueva Zelanda (Recorded Music NZ)           | 32             |
| Eslovaquia (Singles Digitál Top 100)        | 45             |
| UK Singles (Official Charts Company)        | 22             |
| UK Rock and Metal (Official Charts Company) | 1              |
| US Billboard Hot 100                        | 10             |
| US Hot Rock Songs (Billboard)               | 2              |
| US Rock Airplay (BillboardCertificaiocn)    | 8              |
| US Alternative Songs (Billboard)            | 4              |
| US Mainstream Rock (Billboard)              | 33             |
| US Adult Top 40 (Billboard)                 | 18             |
| US Mainstream Top 40 (Billboard)            | 17             |

## Certificaciones
| Región | Certificación | Ventas | Estados Unidos (RIAA) | Platino | 1 000 000* |

## Historia de lanzamiento
| Región         | Fecha                   | Formato                      | Discografía         |
| -------------- | ----------------------- | ---------------------------- | ------------------- |
| Reino Unido    | 8 de septiembre de 2014 | Contemporary hit radio       | Island              |
| Estados Unidos | 9 de septiembre de 2014 | Modern rock radio            | - Island - Republic |
| Mundo          | 9 de septiembre de 2014 | Descarga digital             | Island              |
| Estados Unidos | 6 de octubre de 2014    | Hot adult contemporary radio | - Island - Republic |